# حاجبية دبورية
الحاجبية الدبورية (باللاتينية: Ophrys sphegodes) نوع نباتي ينتمي إلى جنس الحاجبية من الفصيلة السحلبية.

## الموئل والانتشار
موطنه في بلاد الشام وتركيا والقوقاز ومعظم مناطق أوروبا من اليونان والبلقان إلى إسبانيا والبرتغال وشمالاً إلى بريطانيا وألمانيا.
تتبعه الأنوعة التالية:
- حاجبية دبورية لشبرونر (باللاتينية: Ophrys sphegodes subsp. spruneri) في بلاد الشام
- حاجبية دبورية ماموزية (باللاتينية: Ophrys sphegodes subsp. mammosa) في بلاد الشام

## معرض صور

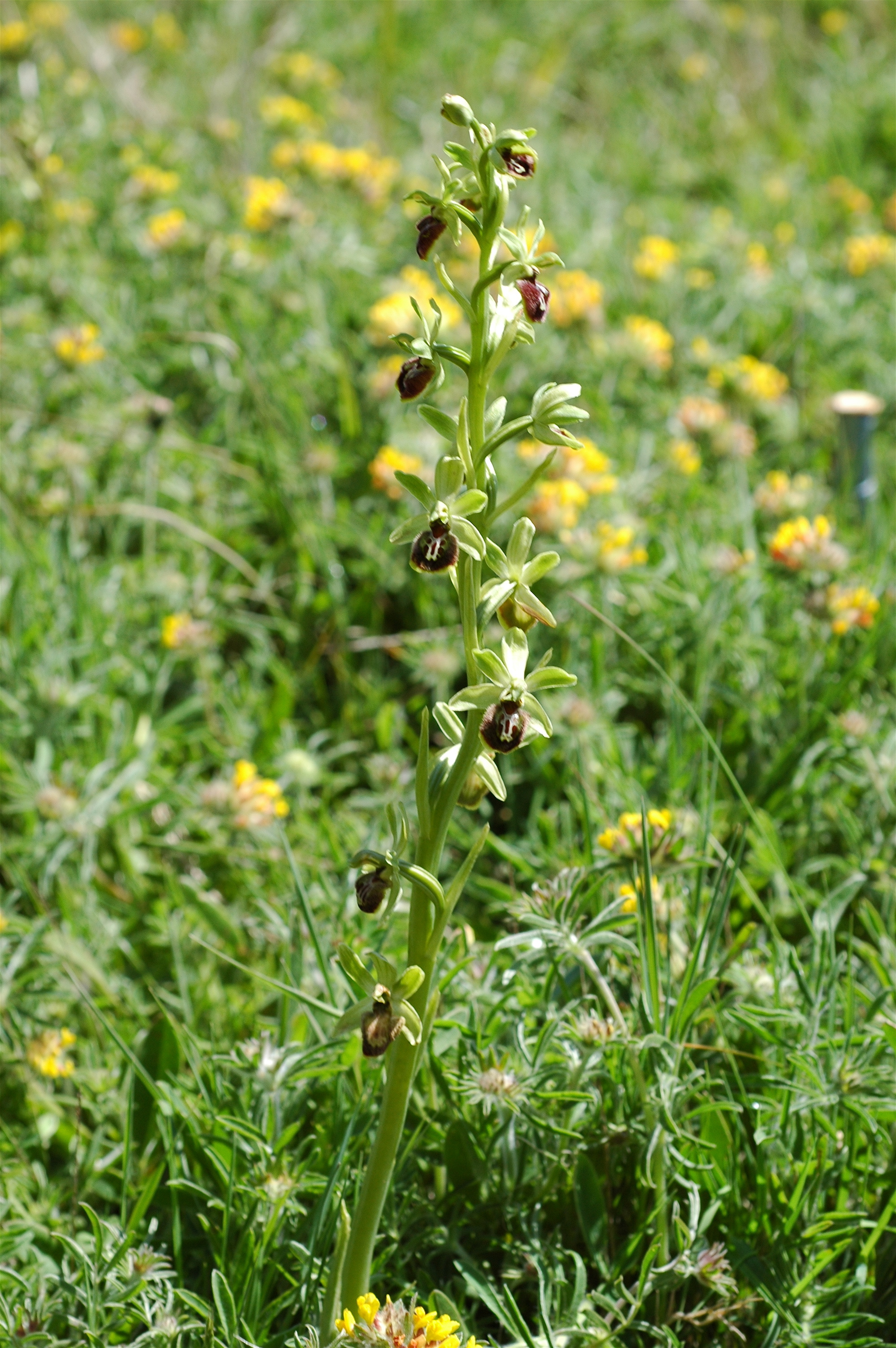
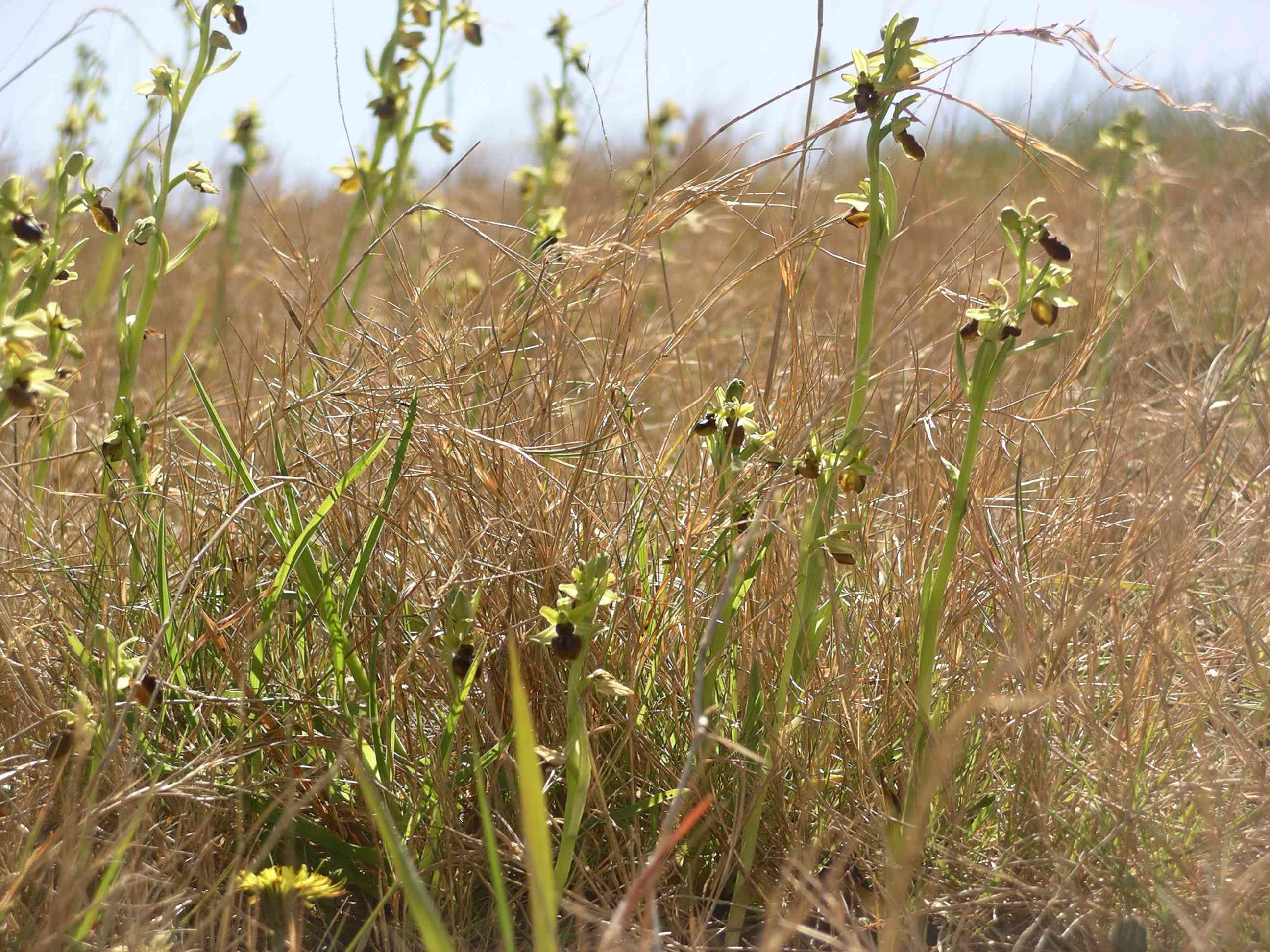
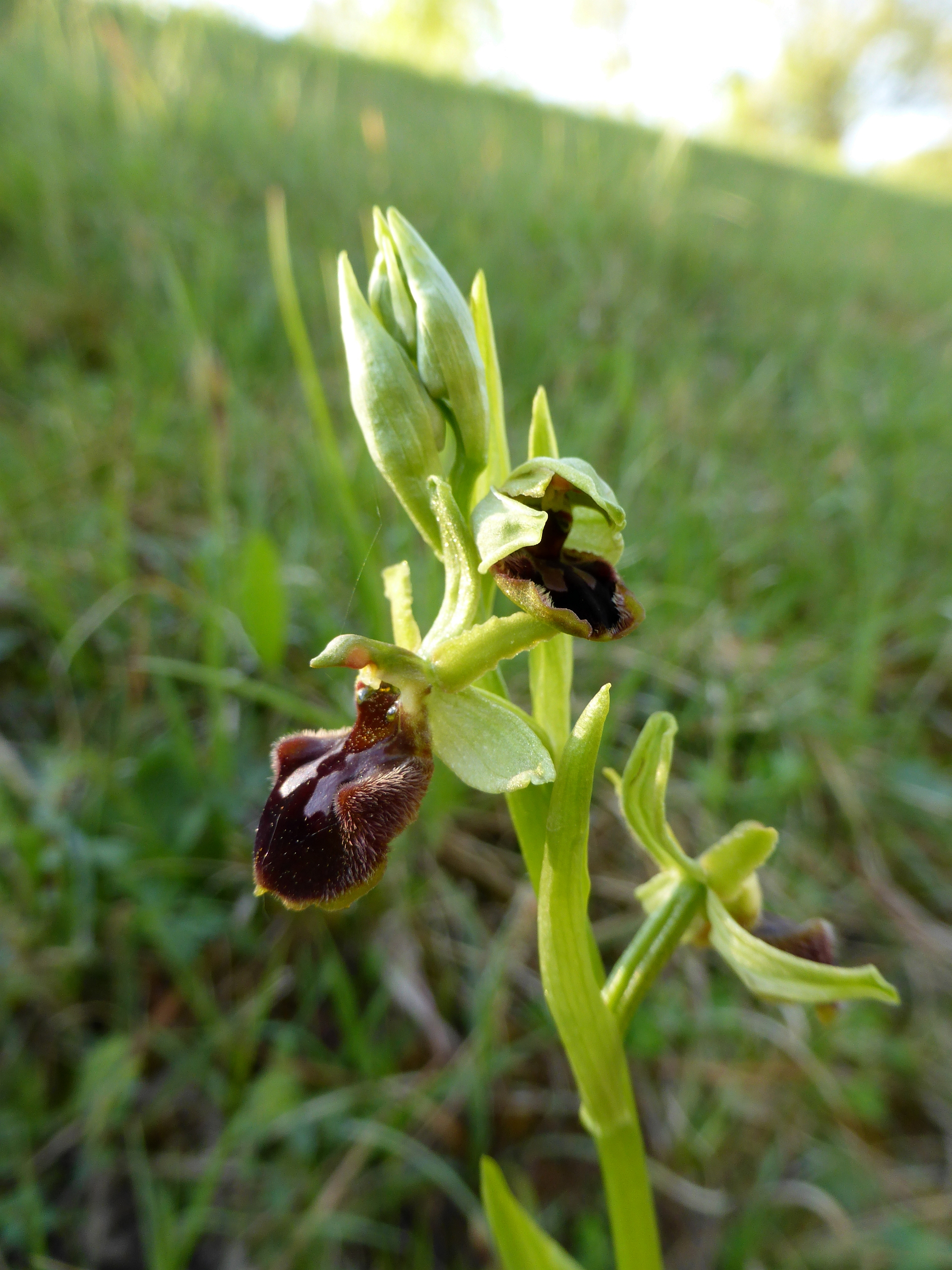
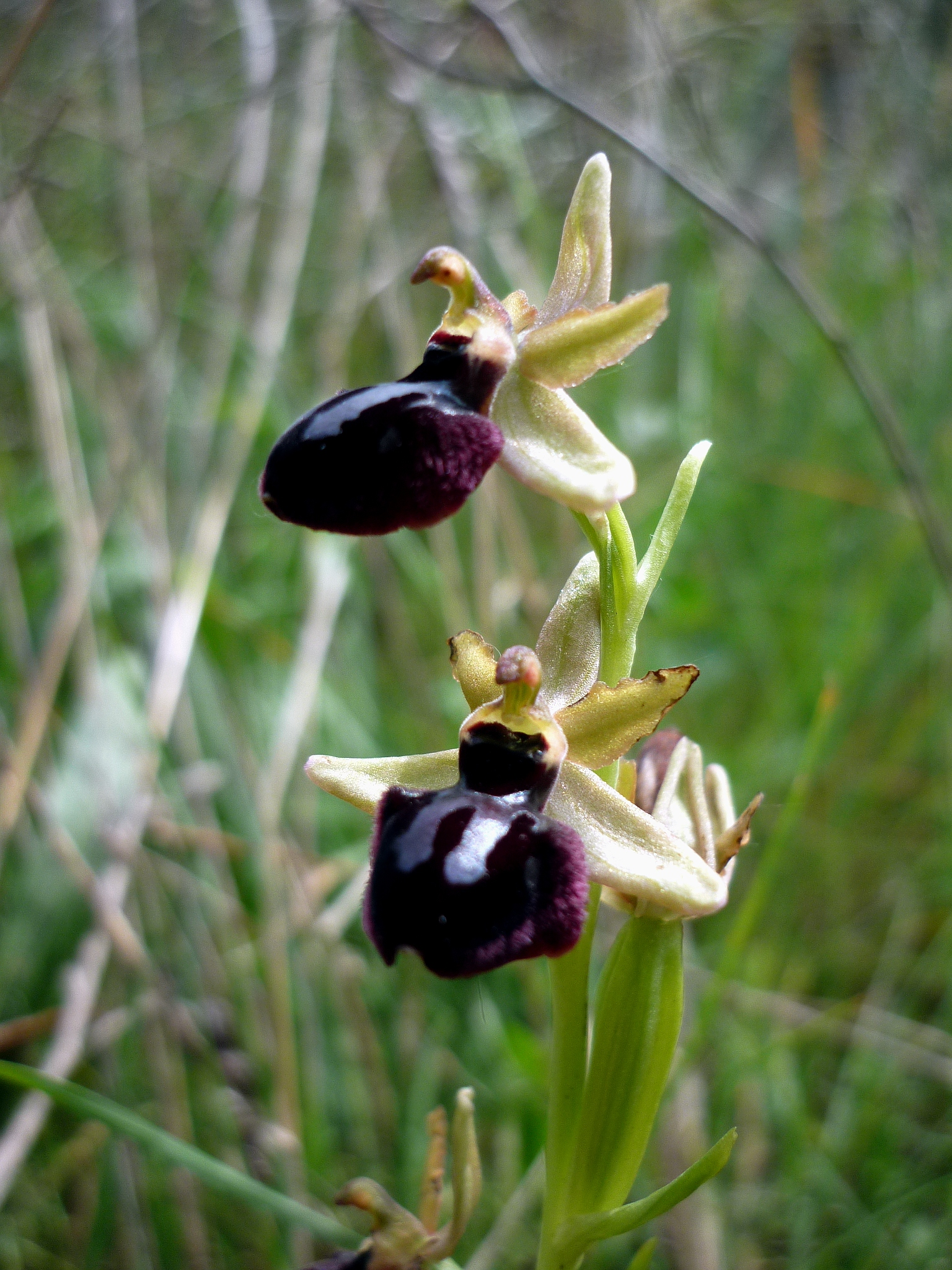
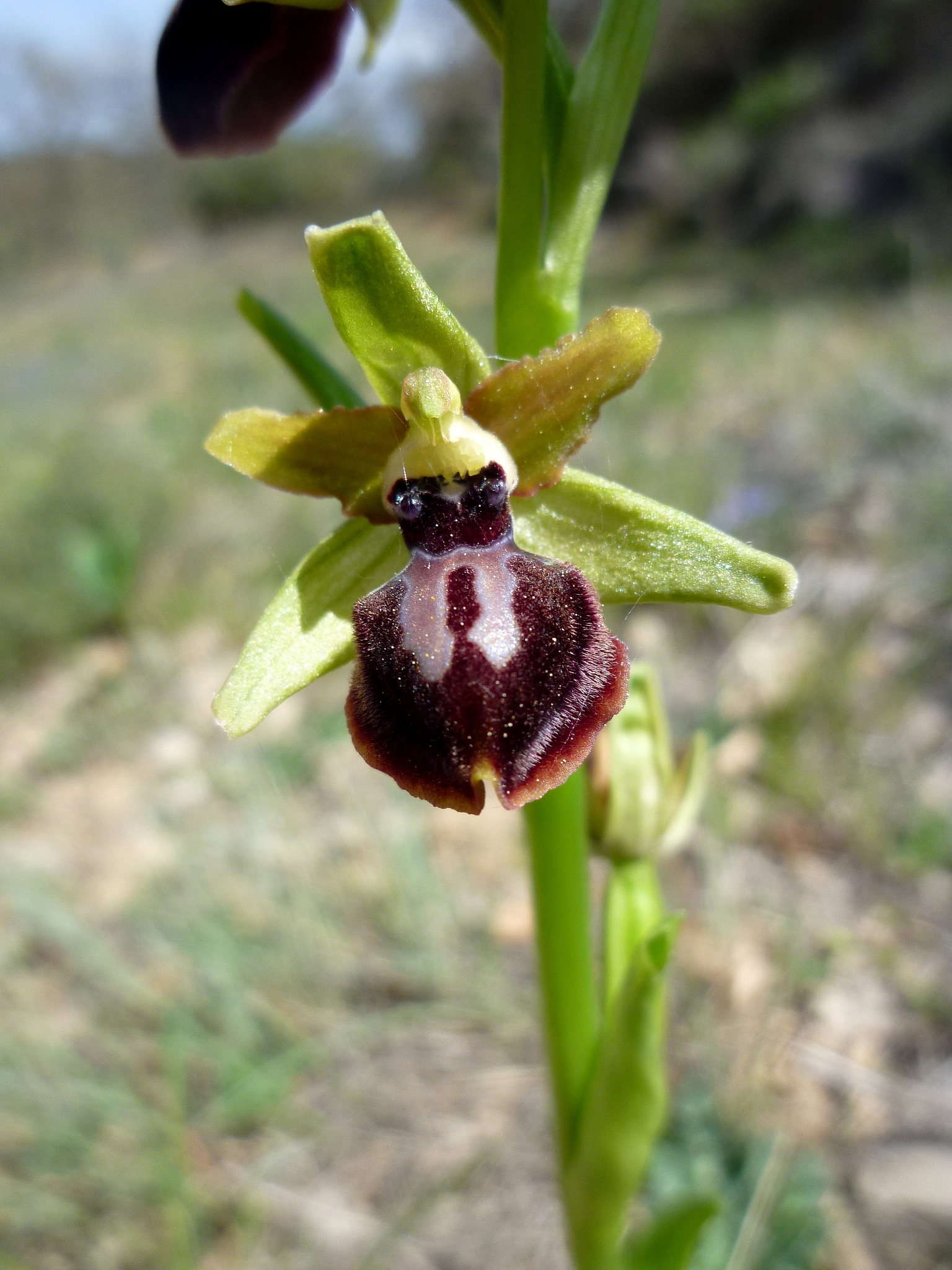
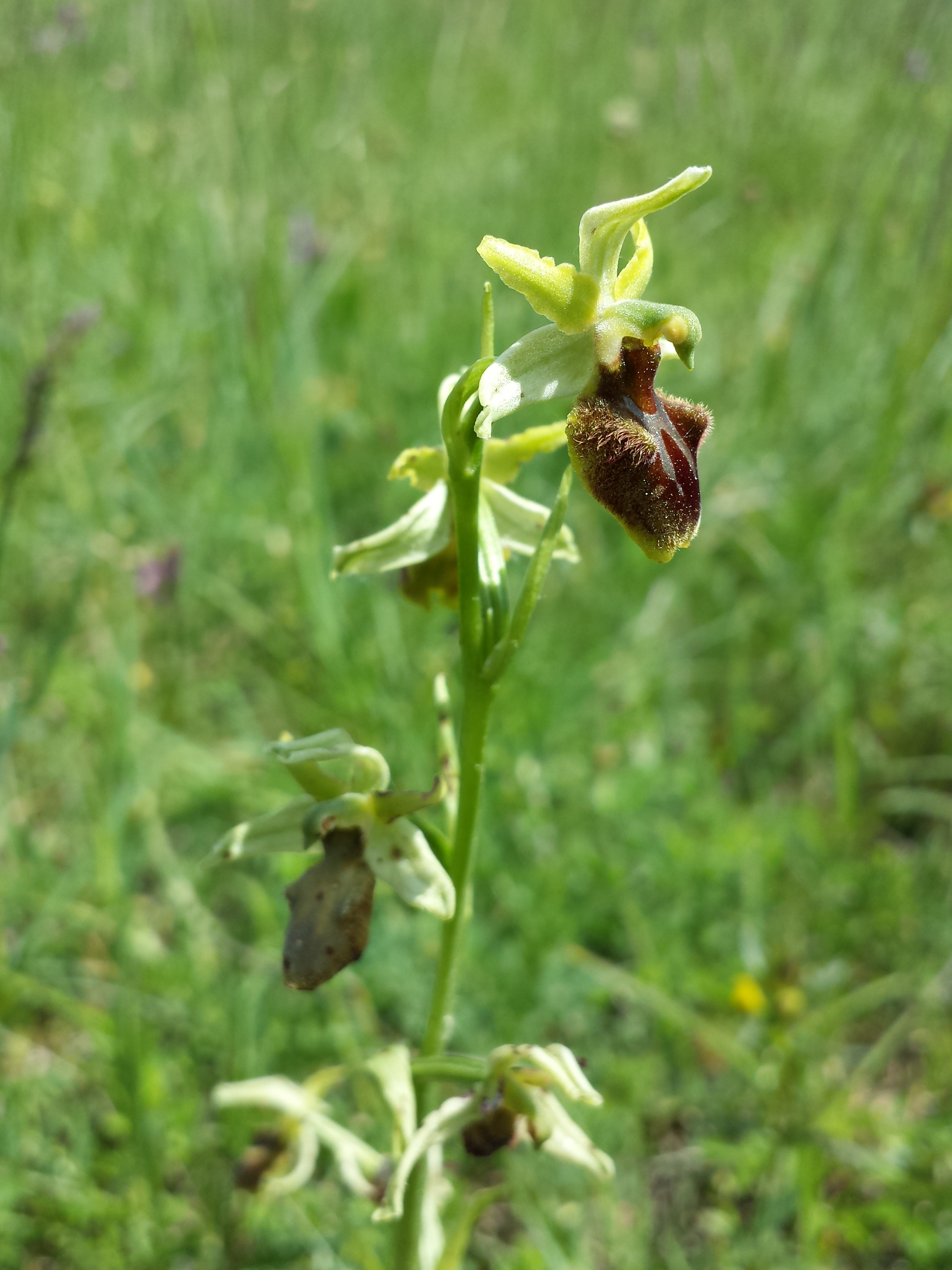